# N-bromosuccinimide
Pour les articles homonymes, voir NBS.
Le N-bromosuccinimide ou NBS est un composé organobromé utilisé pour réaliser des substitutions radicalaires et des additions électrophiles en chimie organique. Il est capable de bromer de très nombreux composés.

## Utilisation en synthèse

### Addition sur des alcènes
Le NBS peut réagir avec un alcène 1 en milieu aqueux pour donner la bromohydrine 2. Les conditions optimales correspondent à l'ajout de NBS à la solution d'alcène dans un mélange 50/50 d'eau et de DMSO, DMF, THF ou tert-butanol à 0 °C. La formation de l'ion bromonium et l'attaque immédiate par l'eau implique une stricte addition Markovnikov et une stéréochimie anti.
Des réactions secondaires, comme la formation d'α-bromo-cétones ou de composés dibromés, sont observées. Elles peuvent être minimisées en utilisant du NBS fraîchement recristallisé.
L'addition d'un nucléophile, à la place de l'eau, permet de synthétiser des alcanes bi-fonctionnalisés variés.

### Bromation allylique et benzylique
Il s'agit d'une bromation radicalaire aussi connue sous le nom de réaction de Wohl-Ziegler,. Les conditions classiques sont l'utilisation de NBS en solution dans le CCl4 anhydre, avec un initiateur de radicaux (classiquement AIBN ou peroxyde de benzoyle) ou une irradiation,. Les radicaux allyliques et benzyliques formés durant la réaction sont plus stables que les autres radicaux carbonés et les produits majoritaires sont les bromures allyliques et benzyliques.
Le milieu doit rester strictement anhydre tout au long de la réaction, le produit désiré étant aisément hydrolysable. Le carbonate de baryum est souvent utilisé pour maintenir ces conditions anhydres et non-acides.

### Bromation de dérivés carbonylés
Le NBS peut réaliser la bromation en α de dérivés carbonylés via un mécanisme radicalaire (semblable à la réaction de Wohl-Ziegler) ou via une catalyse acide. Ainsi, le chlorure d'hexanoyle 1 peut être bromé en α par le NBS à l'aide d'une catalyse acide.
L'utilisation du NBS est la méthode majoritairement utilisée pour la bromation en α des énolates, éthers d'énols ou acétates d'énols en raison de son rendement élevé et du peu de sous-produits,.

### Bromation de dérivés aromatiques
Des composés aromatiques enrichis en électrons, tels que les phénols, les anilines et un certain nombre d'hétérocycles, peuvent être bromés par le NBS,. L'utilisation de DMF comme solvant permet d'obtenir une forte para-sélectivité.